# Mike MacDougal
Robert Meiklejohn MacDougal  (né le 5 mars 1977 à Las Vegas, Nevada, États-Unis), est un joueur américain de baseball qui évolue en Ligue majeure de 2001 à 2012 pour les Royals de Kansas City, les White Sox de Chicago, les Nationals de Washington, les Cardinals de Saint-Louis et les Dodgers de Los Angeles. Ce lanceur de relève droitier est sélectionné au match des étoiles 2003.

## Carrière

### Dodgers de Los Angeles
En 2011, à sa première année à Los Angeles, il effectue 69 sorties et lance 57 manches. Il maintient sa moyenne de points mérités à 2,05 avec trois victoires, une défaite et un sauvetage. Il signe en janvier 2012 un nouveau contrat d'une année.
Libéré par les Dodgers après quelques matchs en 2012, il rejoint le 15 mai les Cubs de Chicago. Le 6 juillet, sans avoir joué pour les Cubs, il est libéré et rejoint le 28 juillet les Nationals de Washington.